# Foyle's War
Foyle's War ("Foyles Oorlog") is een Britse detective-televisieserie, geschreven door Anthony Horowitz. De serie wordt in Groot-Brittannië uitgezonden door ITV, in Nederland door de KRO en in België door Canvas.
De serie speelt tijdens de Tweede Wereldoorlog in Hastings, Zuid-Engeland. Rechercheur Christopher Foyle (gespeeld door Michael Kitchen) probeert misdaden op te lossen die worden gepleegd tijdens deze turbulente periode, geholpen door zijn assistent Paul Milner (Anthony Howell) en zijn chauffeuse Samantha "Sam" Stewart (Honeysuckle Weeks).
De afleveringen duren elk ongeveer honderd minuten en staan los van elkaar, hoewel er, vooral in de eerste seizoenen, ook een overkoepelende verhaallijn is. Het gaat dan vooral om (liefdes)relaties tussen personages.
Het zevende seizoen werd geproduceerd van augustus tot december 2012. De opnamen werden gemaakt in Ierland en Londen. De drie afleveringen van elk twee uur spelen zich af na het einde van WOII. De opnamen voor het achtste seizoen werden gemaakt in Liverpool van januari tot april 2014. De eerste uitzending was in januari 2015.
Op 12 januari 2015 maakte ITV bekend dat er na het achtste seizoen geen nieuwe afleveringen meer zullen worden gemaakt vanwege de hoge productiekosten en het voornemen meer oorspronkelijk drama uit te zenden.

## Afleveringen

### Seizoen 1
| # | Titel Aflevering   | Uitzenddatum VK  | Verhaal |
| - | ------------------ | ---------------- | --- |
| 1 | The German Woman   | 27 oktober 2002  | In een tijd waarin een aantal Duitsers is ondergebracht in een Brits kamp, wordt een vrouw op gruwelijke wijze vermoord. Op een boom bij haar dode lichaam is een hakenkruis geverfd. Detective Foyle start zijn speurtocht naar de dader en realiseert zich dat het schijnbaar rustige Sussex geen enkel tekort heeft aan verdachten. |
| 2 | The White Feather  | 3 november 2002  | Wanneer een meisje wordt gearresteerd op verdenking van sabotage, komt Foyle in contact met een groep Engelse nazi-sympathisanten. Schoten worden gelost op de charismatische leider van de groep, maar het is de hoteleigenaar die het loodje legt. Foyle onderzoekt de moord en ontrafelt daarbij een duivels plot om zeer gevoelige informatie naar de vijand te smokkelen.                                                                                |
| 3 | A Lesson in Murder | 10 november 2002 | Een principiële dienstweigeraar overlijdt, terwijl hij in bewaring zit. Deze duistere gebeurtenis blijkt het begin van een hele serie zeer verdachte sterfgevallen en een gecompliceerde puzzel voor Foyle. Daarnaast blijkt de toetreding van Italië tot de oorlog tragische gevolgen te hebben voor een goede vriend. |
| 4 | Eagle Day          | 17 november 2002 | Tijdens een moordonderzoek doorziet Foyle een ingenieus plan om kunstschatten uit een plaatselijk museum te verplaatsen naar een mijn in Wales, veilig voor rovende nazi's. Ondertussen maakt Foyles zoon zijn eerste vlucht als piloot in de Royal Air Force en wordt beschuldigd van het uitleveren van gevoelige informatie aan de vijand. Foyle voelt zich verscheurd tussen zijn wil om zijn zoon te helpen en zijn verantwoordelijkheid als politieman. |

### Seizoen 2
| # | Titel Aflevering | Uitzenddatum VK  | Verhaal |
| - | ---------------- | ---------------- | --- |
| 1 | Fifty Ships      | 16 november 2003 | Het onderzoek naar een plundering in Hastings mondt onverwachts uit in een moordonderzoek wanneer een lijk wordt gevonden van de vader van een van de verdachte plunderaars. Foyle legt al snel een link tussen een Amerikaans industrieel en een Duitse spion bloot, maar dit onderzoek brengt een belangrijke donatie in gevaar. Mag deze moord wel opgelost worden? |
| 2 | Among the Few    | 23 november 2003 | Wanneer een truck vol benzine verongelukt, heeft Foyle het vermoeden dat er ergens een illegale bom wordt ontworpen. Sam overtuigt Foyle van de noodzaak haar undercover bij het lokale benzinestation te laten werken om een onderzoek te kunnen doen. Maar wat zij ontdekt, kan de inspecteur zijn zoon Andrew weleens in een schandaal betrekken, of erger... |
| 3 | War Games        | 30 november 2003 | Wanneer er een lid van de Home Guard wordt gedood, ontdekt Foyle dat sommige mensen er alles voor over hebben om hun zakelijke relaties met de nazi's niet in gevaar te brengen. Want is dit wel een tragisch ongeval? Als hij ontdekt dat zijn oude advocatenvriend Stephen Beck enkele dagen voor zijn dood een ontmoeting had met het slachtoffer, is Foyle er allesbehalve gerust op. Zijn oude politiesergeant Jack Devlin blijkt nu ambtenaar in het leger te zijn en al snel wordt duidelijk dat de twee van hen een verontrustende geschiedenis delen... |
| 4 | The Funk Hole    | 7 december 2003  | Foyle onderzoekt een diefstal, en een mogelijke moord, bij een gastenverblijf waar zij die het kunnen betalen de oorlog relatief comfortabel kunnen uit zitten. Maar het wordt hem wel heel erg moeilijk gemaakt wanneer hij beschuldigd wordt van het verspreiden van geruchten en tijdelijk uit zijn functie wordt ontheven. Terwijl Foyle zijn naam probeert te zuiveren, stuurt zijn vervanger, Sam onverwachts terug naar de transportkorpsen. |

### Seizoen 3
| # | Titel Aflevering          | Uitzenddatum VK  | Verhaal |
| - | ------------------------- | ---------------- | --- |
| 1 | The French Drop           | 24 oktober 2004  | Als een zoon van een MI5-baas omkomt bij een explosie, weigert Foyle te geloven in zelfmoord. Het onderzoek leidt naar het hoofdkwartier van de Special Operations Executive, waar agenten worden getraind in moord en misleiding. De plaatselijke predikant, Sams oom, meldt dat er vreemde dingen gebeuren op het kerkhof. Sam gaat op onderzoek uit.                                                                       |
| 2 | Enemy Fire                | 31 oktober 2004  | Chirurg Patrick Jamieson neemt Digby Manor over om een experimenteel medisch centrum op te zetten voor de behandeling van piloten met brandwonden. De doktoren roepen Foyle's hulp in als hun werk wordt gesaboteerd. Nadat er nog een piloot ernstige brandwonden oploopt, wordt de onderhoudsmonteur van de vliegtuigen vermoord. De luie monteur had veel vijanden, waaronder Foyle's zoon Andrew, die er nu vandoor is... |
| 3 | They Fought in the Fields | 7 november 2004  | Boer Hugh Jackson wordt doodgeschoten in zijn stoel. Vlakbij wordt een Duitse parachutist aangetroffen, hangend in een boom. Zijn pistool is verdwenen. Voordat Foyle en Milner de kans krijgen hem te ondervragen, wordt hij als krijgsgevangene weggevoerd. Sam gaat werken op de boerderij on te ontdekken wat daar zoal speelt. Boerenzoon Tom en de landarbeiders Rose en Joan voeren iets in hun schild.                |
| 4 | A War of Nerves           | 14 november 2004 | Het spoor van een criminele bende leidt naar een scheepswerf. Bij een luchtaanval valt uitgerekend daar een bom die niet afgaat. De ingenieurs die hem komen ontmantelen vinden een enorme hoeveelheid geld. Als ze die meesmokkelen en naar de pub gaan, wordt een van hen ontvoerd. Foyle ontdekt dat de bazen van de werf geld kregen voor meer werknemers dan er daadwerkelijk werken.                                    |

### Seizoen 4 - Part 1
| # | Titel Aflevering | Uitzenddatum VK | Verhaal |
| - | ---------------- | --------------- | --- |
| 1 | Invasion         | 15 januari 2006 | Wanneer Amerikaanse soldaten in Hastings aan komen, worden ze niet echt vriendelijk ontvangen door de plaatselijke bevolking. Het loopt helemaal uit de hand wanneer een plaatselijke barmedewerkster, die een relatie had met een soldaat, dood wordt gevonden. Het is Foyle om de gemoederen te kalmeren en de zaak op te lossen. |
| 2 | Bad Blood        | 22 januari 2006 | Een mislukt biologisch experiment resulteert in de dood van een vrouw. Wanneer ook Sam een mogelijk dodelijke ziekte oploopt, gaat Foyle op onderzoek uit. Terwijl Sam vecht voor haar leven, zoekt Foyle naar antwoorden en wordt geconfronteerd met geheime onderzoeken waar zelfs Churchill niks van weet.                       |

### Seizoen 4 - Part 2
| # | Titel Aflevering  | Uitzenddatum VK | Verhaal |
| - | ----------------- | --------------- | --- |
| 1 | Bleak Midwinter   | 2006            | Wanneer Grace Philips, een medewerkster van een munitiedepot om het leven komt bij, op het oog, een ongeluk, vraagt een andere medewerkster aan Foyle of hij de zaak wil onderzoeken. Al snel blijkt dat Grace iemand in het depot ervan verdacht diefstal te hebben gepleegd. Dan wordt er in het dorp een andere vrouw op brute wijze om het leven gebracht. De zaak neemt een onaangename wending wanneer het tweede slachtoffer, Jane, de vrouw van Milner blijkt te zijn. Milner kan zelf geen overtuigend alibi geven en had alle redenen om zijn vrouw uit de weg te ruimen. Sam en Foyle moeten nu alles op alles zetten om de link tussen Grace en Jane te leggen en de echte moordenaar te vinden. |
| 2 | Casualties of War | 2006            | Foyle's leven staat op zijn kop wanneer zijn peetdochter Lydia na lange tijd weer opduikt in Hastings met haar zoon James. James is getraumatiseerd na een bomaanslag op zijn school waarbij hij een van de weinige overlevenden was. Dan verdwijnt Lydia spoorloos. Foyle is ervan overtuigd dat er een misdrijf in het spel is en dat er een verband is tussen een aantal sabotages op een militair onderzoekslab. Hij wordt echter gedwongen een onderzoek in te stellen naar een illegaal goknetwerk. Wanneer een gokker dood wordt gevonden in de buurt van het onderzoekcentrum lijkt er een verband tussen de twee zaken te zijn.                                                                     |

### Seizoen 5
| # | Titel Aflevering | Uitzenddatum VK | Verhaal |
| - | ---------------- | --------------- | --- |
| 1 | Plan of Attack   | 2008            | Een jonge man met een luchtfoto van een Duits dorp op zak wordt dood gevonden in een bos. Foyle heeft inmiddels zijn baan als detective opgezegd en zijn opvolger Meredith is ervan overtuigd dat het hier om een zelfmoord gaat. Milner weet echter dat de jongen is vermoord en dat Foyle hem kan helpen dit te bewijzen. Als er vervolgens schoten gelost worden buiten het politiebureau en Meredith vermoord blijkt te zijn, zit er voor Foyle niets anders op dan zijn oude baan weer op te pakken en de puzzelstukjes bij elkaar te zoeken. |
| 2 | Broken Souls     | 2008            | De oorlog heeft grote mentale sporen achtergelaten bij veel inwoners van Hastings. De 15-jarige telegrambezorger Tommy heeft meer slecht nieuws bezorgd dan hij zich wil herinneren. Fred Dawson, een teruggekeerde krijgsgevangene, heeft met eigen ogen gezien wat de oorlog heeft aangericht bij onschuldige vrouwen en kinderen. Gevechtspiloot Peter Phelps heeft collega's voor zijn ogen zien verbranden en de Joodse psychiater Josef Novak vreest voor zijn familieleden, die naar een concentratiekamp in Polen zijn gedeporteerd. Als een medewerker van het ziekenhuis dood wordt aangetroffen, zijn er vele verdachten en moet Foyle tussen de brokstukken van hun oorlogservaringen op zoek naar de waarheid. |
| 3 | All Clear        | 2008            | De laatste dagen van de oorlog zijn aangebroken en Hastings bereid zich voor op een overwinningsfeest. Het einde van de oorlog betekent voor Foyle dat hij met pensioen gaat en zijn zoon Andrew hopelijk terugkeert. Milner maakt kans op een promotie en een overplaatsing en hij moet zich voorbereiden op het aankomende vaderschap. Alleen Sam weet nog niet precies wat ze zal gaan doen. Dan wordt er een lijk ontdekt in een museum en moet het team nog één laatste moord oplossen. |

### Seizoen 6
| # | Titel Aflevering  | Uitzenddatum VK | Verhaal |
| - | ----------------- | --------------- | --- |
| 1 | The Russian House | 2010            | Het is juli 1945. Groot-Brittannië komt terecht in een vreedzame periode en Foyle wil graag met pensioen. Wanneer de bekende artiest Sir Leonard Spencer-Jones dood wordt aangetroffen in zijn huis, valt de verdenking op de jonge Russische krijgsgevangene Niko. Deze slaat op de vlucht met bestemming The Russian House, een heiligdom voor Russen in London. In opdracht van het Ministerie van Oorlog, zit Foyle hem echter dicht op de hielen. Wanneer hij stuit op een web van intriges, samenzweringen en bedrog, brengt hij zijn eigen leven in gevaar als nooit tevoren. |
| 2 | Killing Time      | 2010            | De oorlog mag dan over zijn, maar Hastings is het centrum van oplopende raciale spanningen. De blanke soldaten worden ingescheept om naar huis te gaan, terwijl de zwarte soldaten op de Amerikaanse basis achterblijven. Wanneer het dode lichaam van Mandy Dean wordt ontdekt op de Amerikaanse legerbasis, wordt de beschuldigende vinger al snel gewezen naar de zwarte soldaat Gabe Kelly, van wie Mandy een baby heeft. Foyle start een onderzoek en vindt zichzelf al snel in een frontale confrontatie met het Amerikaanse leger.                                            |
| 3 | The Hide          | 2010            | De laatste werkdag van Foyle is aangebroken. Wanneer een lid van een vooraanstaande familie wegens verraad veroordeeld wordt tot de galg, realiseert hij zich dat hij toch nog een laatste zaak uit te zoeken heeft voordat een nieuwe leven voor hem begint. De klokt tikt verder en Foyle moet wanhopig op zoek naar bewijs om de naam van deze James Deveraux te zuiveren. Het is voor hem duidelijk dat deze zaak meer voor hem betekent dan iedere andere uit het verleden en wat hij ontdekt raakt hem diep.                                                                   |

### Seizoen 7
| # | Titel Aflevering  | Uitzenddatum VK | Verhaal |
| - | ----------------- | --------------- | ------- |
| 1 | The Eternity Ring | 24 maart 2013   |         |
| 2 | The Cage          | 31 maart 2013   |         |
| 3 | Sunflower         | 7 april 2013    |         |

### Seizoen 8
| # | Titel Aflevering | Uitzenddatum VK | Verhaal |
| - | ---------------- | --------------- | ------- |
| 1 | High Castle      | 4 januari 2015  |         |
| 2 | Trespass         | 11 januari 2015 |         |
| 3 | Elise            | 18 januari 2015 |         |

## Noot
1. ↑  (en) 'Foyle's War' to return for new series on ITV in 2015
2. ↑  (en) ITV, "Final Foyle's War episode", Press Release.